# Competencia transversal
Una competencia transversal es una característica de la persona que entra en juego cuando responde a una petición del entorno organizativo y que se considera esencial en el ámbito laboral para transformar un conocimiento en comportamiento. El término se utiliza para indicar las capacidades de amplio espectro, no específicas de una profesión o ambiente organizativo y es aplicable a tareas y contextos diversos.
El concepto es similar a lo que se denomina en el Reino Unido key skills, en Alemania Schlüsselqualifikationen y en Francia compétences transversales.
Ejemplos de competencia transversal: la capacidad para diagnosticar, de relacionar, de resolver problemas, de tomar decisiones, de comunicación, de organización de su trabajo, de gestión del tiempo, de adaptación a diferentes entornos culturales, de manejo del estrés, de actitud ante el trabajo en equipo, espíritu de iniciativa, flexibilidad y visión conjunta.